# Li Fanrong
Li Fanrong est le patron directeur général (PDG) de la China National Offshore Oil Corporation, un producteur de pétrole et de gaz chinois appartenant à l'État et une entreprise du Fortune Global 500. 
Il est PDG de China National Offshore Oil depuis le 25 novembre 2011 date à laquelle il a succédé à Yang Hua . 